# Anna Morganová, baronka Hunsdonová
Anna Morganová, baronka Hunsdonová (1529 – 19. ledna 1607) byla manželkou Henryho Careyho, 1. barona Hunsdona, se kterým měla dvanáct dětí. V roce 1595 byla královnou Alžbětou I. jmenována do úřadu správce Somerset House; toto postavení si udržela po celý život. Byla také královninou dvorní dámou.

## Rodina
Anna se narodila asi v roce 1529 v Arkestone, Herefordshire, jako dcera sira Thomase Morgana a Anny Whitneyové, dcery sira Jamese Whitneyho a Blanche Milbourneové. Rodina Morgan měla velský původ.

## Manželství a potomci
21. května 1545 bylo obdrženo povolení ke sňatku Anny s Henrym Careyem, synem Williama Careye a Marie Boleynové, starší sestry královny Anny Boleynové. Protože byla Careyova matka kdysi milenkou krále Jindřicha VIII., mnoho lidí, včetně vikáře z Isleworthu Johna Halese, spekulovalo, že je Henry Carey ve skutečnosti královým nemanželským synem.
13. ledna 1559 byl Carey jmenován baronem Hunsdonem a od té doby byla Anna baronkou Hunsdonovou. Po nástupu do hodnosti peerovy manželky, byla Anna jmenována dvorní dámou královny Alžběty I., která byla Careyovou sestřenicí a měla pár v oblibě. Carey se později stal kapitánem Mužů ve zbrani, čímž se stal královniným bodyguardem.
Malba neznámého umělce byla vytvořena k připomenutí královniny návštěvy Anny a Careyho na jejich panství Hunsdon House v Hertfordshire v září 1571.
Anna měla s Henrym Careyem 12 dětí:
- George Carey, 2. baron Hunsdon (1547 – 8. září 1603); oženil se s Elizabeth Spencerovou, se kterou měl dceru Alžbětu.
- Kateřina Careyová, hraběnka z Nottinghamu (asi 1547 – 25. února 1603); provdala se za Charlese Howarda, 1 hraběte z Nottinghamu.
- John Carey, 3. baron Hunsdon (zem. v dubnu 1617); oženil se s Mary Hydeovou.
- Henry Carey
- Thomas Carey
- Thomas Carey
- William Carey
- Filadelfie Careyová (asi 1552 – 1627);provdala se za Thomase Scropa, 10. barona Scropa.
- Edmund Carey (1558–1637); oženil se třikrát (Mary Crockerová, Elizabeth Nevilleová, Judith Humphreyová).
- Robert Carey, 1. hrabě z Monmouthu (1560 – 12. dubna 1639); oženil se s Elizabeth Trevannionovou.
- syn
- Margaret Careyová; provdala se za Edwarda Hobbyho.

Annin manžel měl několik nemanželských potomků, včetně Valentina Caryho. Jednou z jeho milenek byla Emilia Lanierová, o níž mnozí, včetně A. L. Rowse, věřili, že byla inspirací pro Shakespearův sonet The Dark Lady, kvůli jejím černým vlasům a tmavé pleti. Otcem jejího syna Henryho narozeného v roce 1592 byl možná Henry Carey, přestože mu v době chlapcova narození bylo 62 let.

## Vdovství
Když Annin manžel 23. července 1596 zemřel, zanechal svou rodinu v dluzích. Královna Alžběta zaplatila náklady na pohřeb a darovala Anně £400 a roční důchod £200 z státní pokladny. Anne některé z peněz využila na vybudování manželova pomníku ve Westminsterském opatství.
14. prosince, sedm měsíců před Careyovou smrtí, jmenovala Alžběta I. Annu do úřadu správce Somerset House, královské rezidence, kde královna žila před svým nástupem na trůn.
Anna zemřela 19. ledna 1607 a byla pohřbena ve Westminsterském opatství.